# Snösätra torp

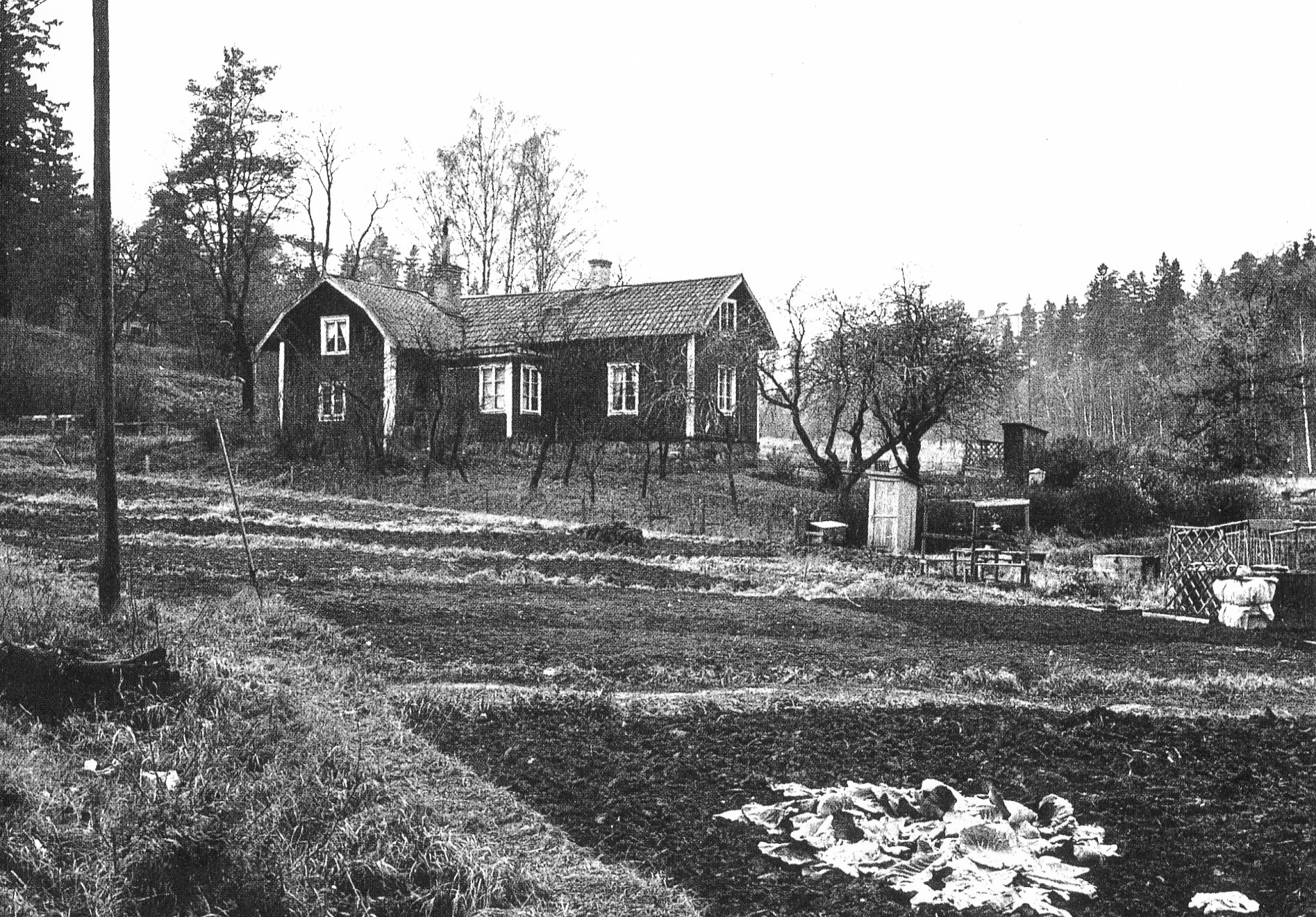
Snösätras huvudbyggnad på 1960-talet. Mellan träden uppe till höger skymtar bostadshusen på Stövargatan, ovanför Bjursätragatan.

Snösätra (äldre namn Snösettra och Snöösättra) var ett torp under Älvsjö gård beläget i nuvarande stadsdelen Rågsved i södra Stockholm. Torpet  kan skriftligt beläggas år 1603 och den sista byggnaden (en lada) revs 1975. De kvarvarande resterna i form av husgrunder och en jordkällare är ett fornminne med RAÄ-nummer Stockholm 378. Torpet Snösätra har givit namn åt bland annat gatunamnen Snösätravägen och Snösätragränd samt Snösätraområdet som ingår i Rågsveds friområde.

## Historik

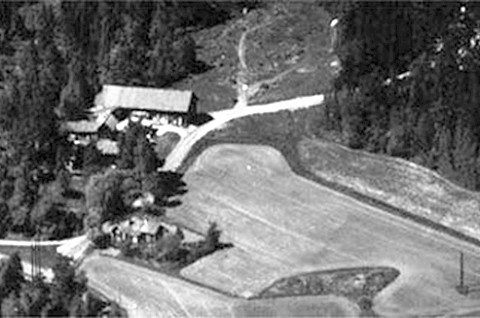
Snösätra torp och odlingsmark 1958. Till höger om huvudbyggnaden går backen upp mot Bjursätragatan. Nere till vänster fortsätter Snösätravägen mot Snösätragränd och Huddinge. Nedåt fortsätter den till Magelungsvägen.

Torpet Snösätra anlades i Magelungsåns dalgång vid norra sidan om sjön Magelungen. I den bördiga dalgången och dess förgreningar etablerade sig flera torp och utgårdar till Älvsjö säteri, bland dem Hagsätra, Rågsved, Ormkärr och Bjursätra.
Det äldsta skriftliga dokument som nämner Snösätra härrör från år 1603. Efterleden säter är en vanlig ortnamngrupp och betydelsen anses vara “utmarksäng” eller “skogsäng”. På 1630-talet hade torpstället elva kor, vilket motsvarar en bondgårds storlek. Dessutom hyrde bonden ut till en ”husman” som hade två kor och två får. Den äldsta kartan som redovisar Snösätra är upprättad år 1712. På den syns själva gården men inga ekonomibyggnader. Marken närmast torpet är benämnd som kålsängh (för odling av köksväxter), ängh av starr (beväxt med starr) och ödesåker (övergiven åker). Norr och väster om torpet syns större partier av åkrar, insprängda mellan berg och backar.
Stället delades år 1753 i Lilla och Stora Snösätra, som låg nära varann. År 1813 revs Stora Snösätra och Lilla Snösätra kallades därefter Snösätra. 1938 arrenderades gården av Karl Einar Venander och hustru Ingrid Maria. I samma års taxering framgår att åkerarealen var 36 hektar. Bebyggelsen bestod av en manbyggnad uppförd omkring 1800, tillbyggd 1910-1912, en ekonomibyggnad uppförd omkring 1890 samt lada och magasin från 1918. Djurbesättningen bestod av 5 hästar, 1 sto, 16 kor, 45 ungdjur, 1 tjur, 2 svin, 50 höns och 9 ankor. Taxeringsvärde var 47 000 kronor.

## Historiska kartor

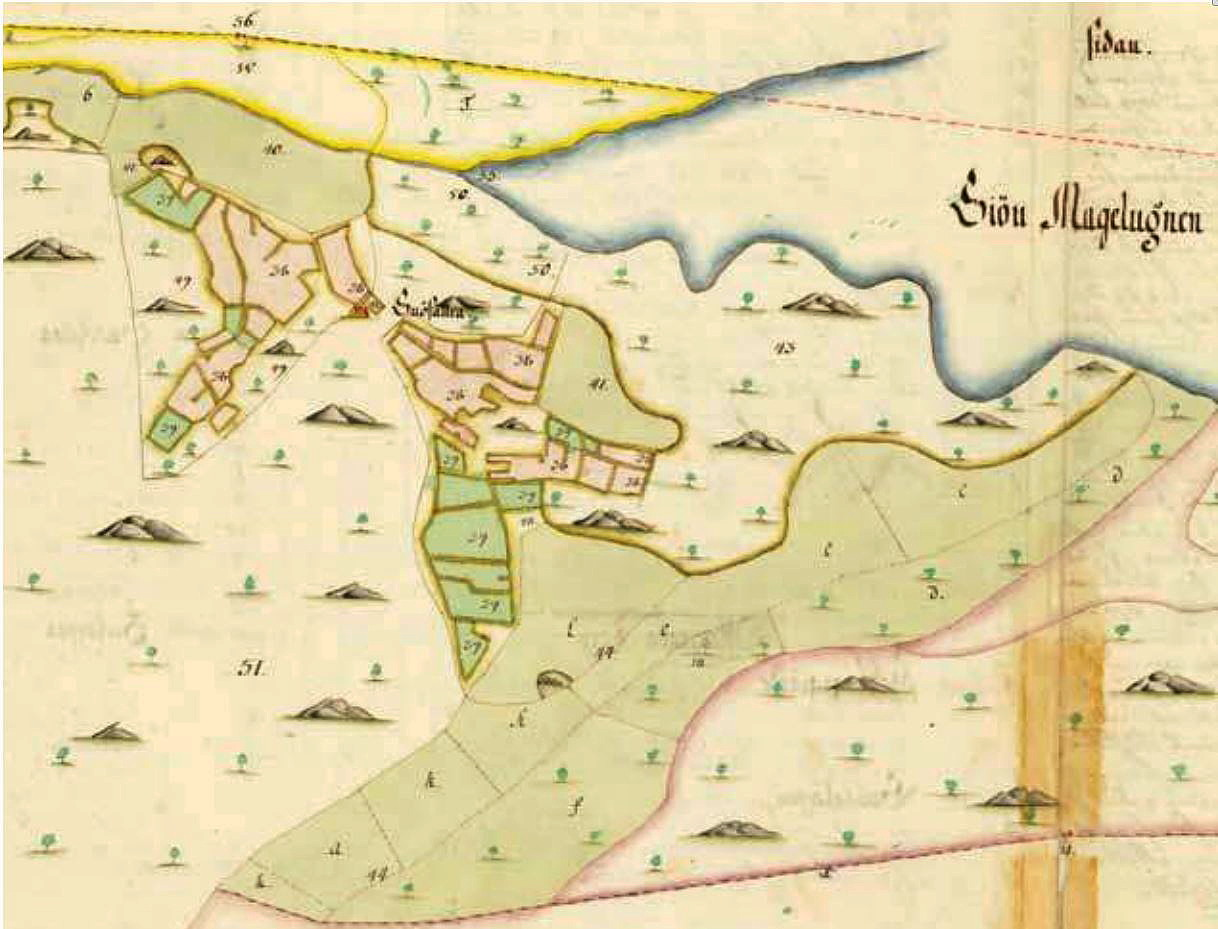
Geometrisk mätning 1712
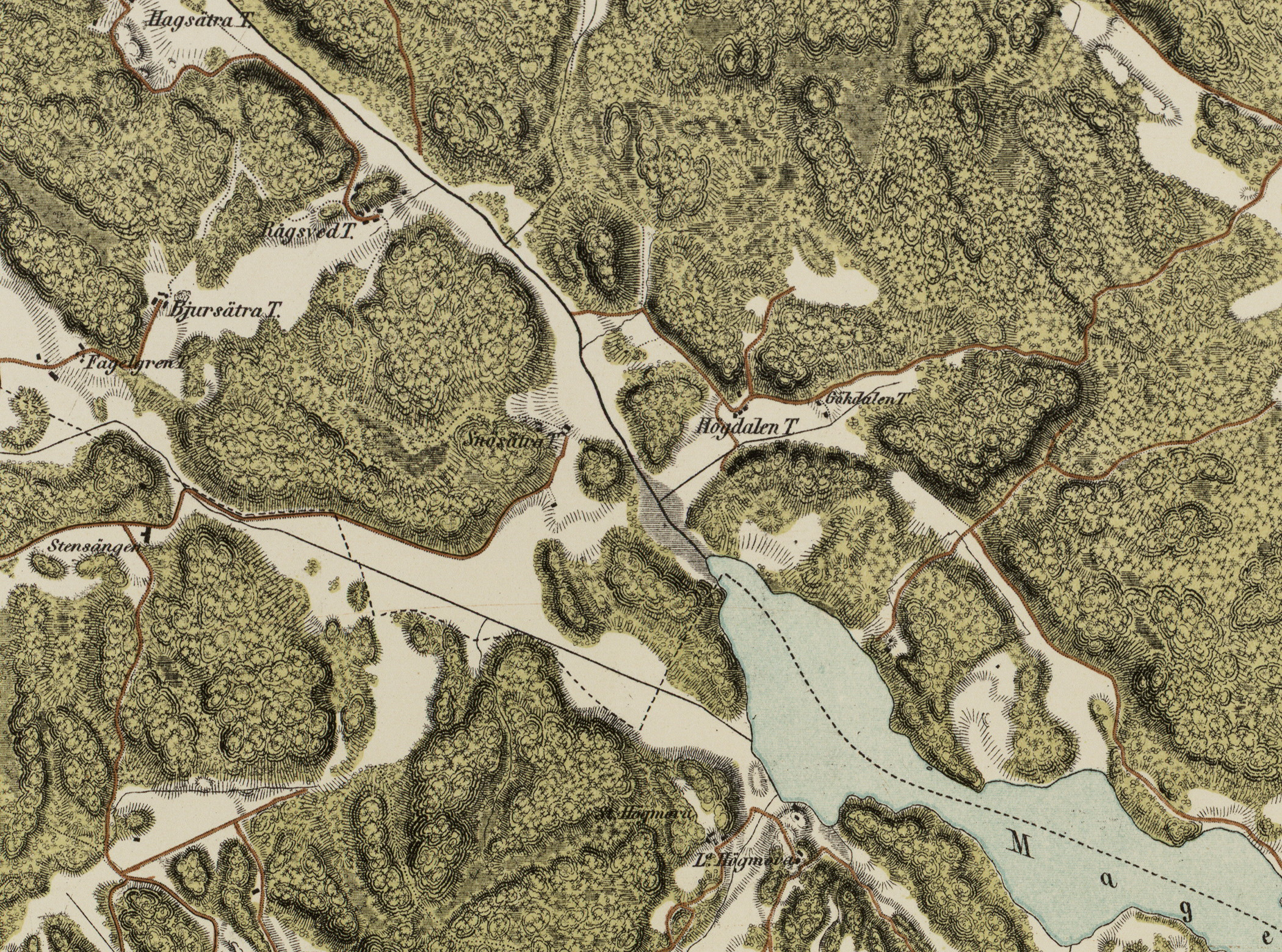
Topografiska corpsens karta 1860
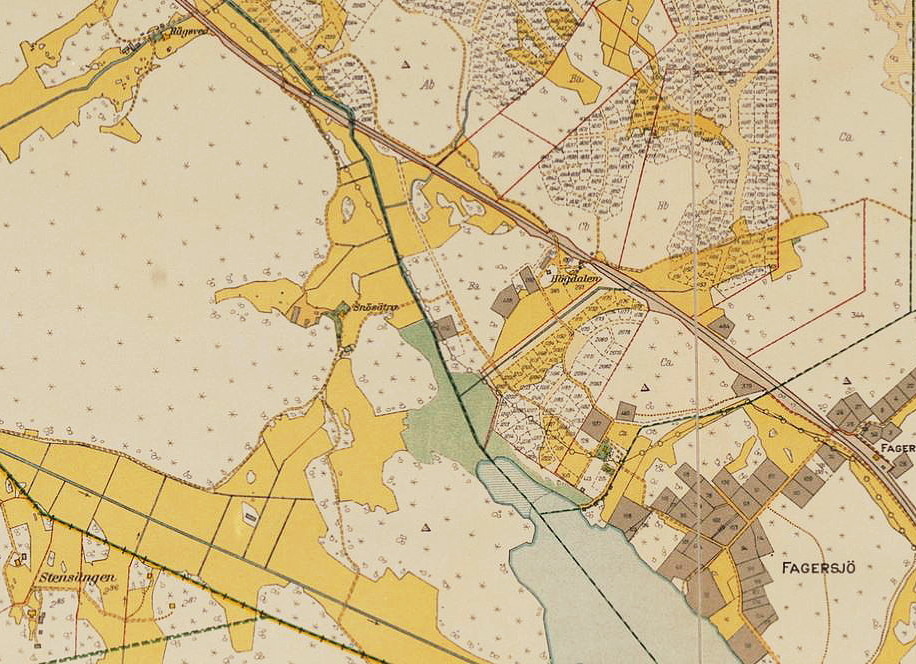
Snösätra på 1920-talet

## Snösätra brinner och rivs
Av Lantmäteriets ekonomiska karta från 1951 framgår att odlingslandskapet i stort sett är detsamma som på 1700-talet. Aktivt jordbruk bedrevs förmodligen fram till 1960-talet. De sista boende var ett äldre par och när kvinnan gick bort flyttade mannen till ett servicehem och Snösätra stod tomt. 
Den 20 september 1970 eldhärjades flera byggnader och Stockholms stad, som var markägare, ansökte om att få riva torpet och övrig bebyggelse. Samma år utfördes en byggnadsinventering av Stockholms stadsmuseum. Då fanns ett timrat bostadshus i en våning samt sex ekonomibyggnader, bland annat lider, stall och en stor ladugård. 
År 1975 revs slutligen den kvarvarande bebyggelsen med undantag av en jordkällare som nyttjas av Snösätras Norra Fritidsträdgårdsförening. På Snösätras odlingsmarker finns numera Snösätras Norra Fritidsträdgårdsförening och Snösätra Södra Koloniträdgårdsförening samt Snösätra upplagsområde. På den senare planeras för närvarande (2015) bostadsbebyggelse med kedjehus.
[uppföljning saknas]

## Nutida bilder

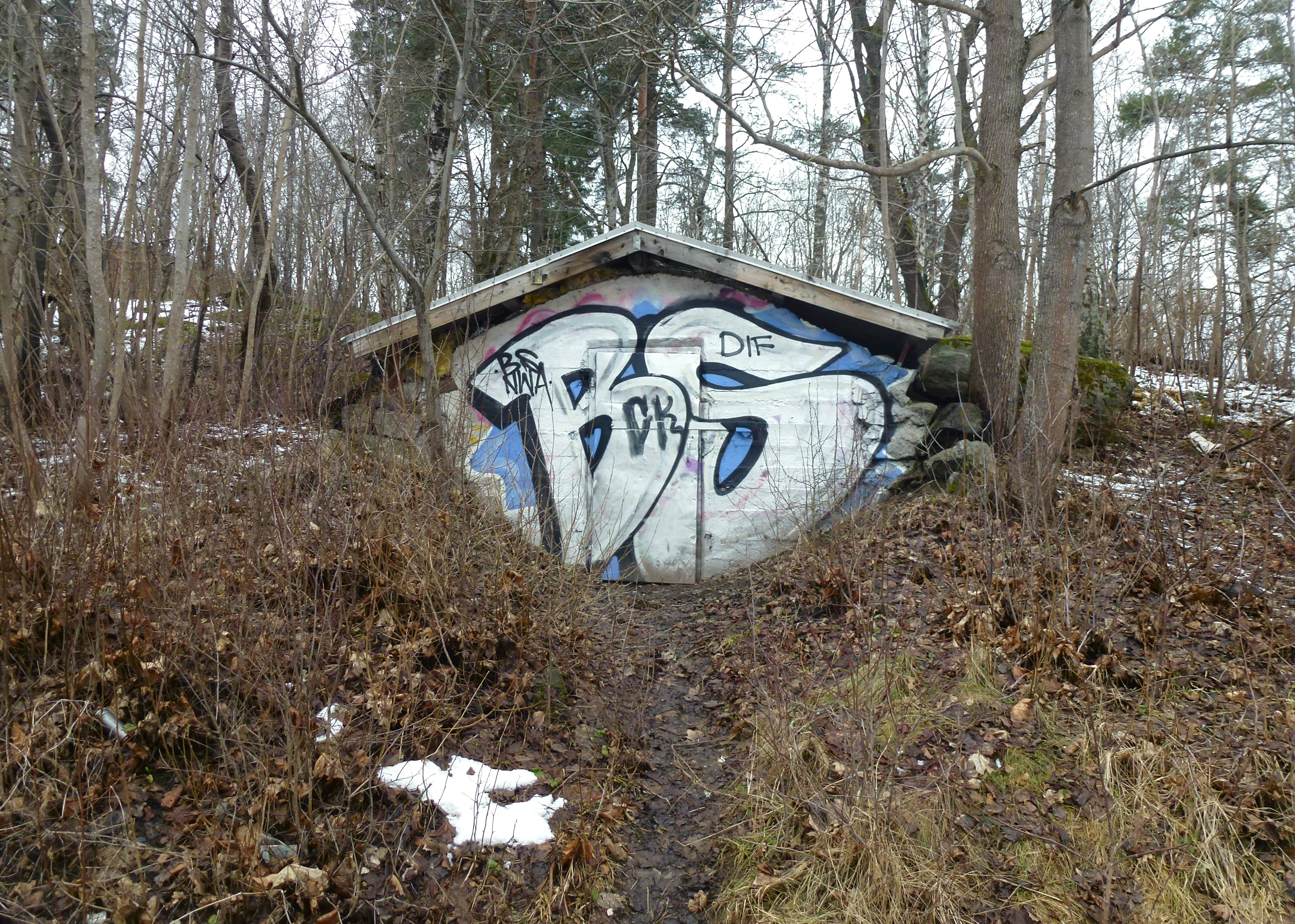
Snösätras kvarvarande jordkällare 2015. Ligger i skogsdungen till vänster på bilden ovan från 1958.
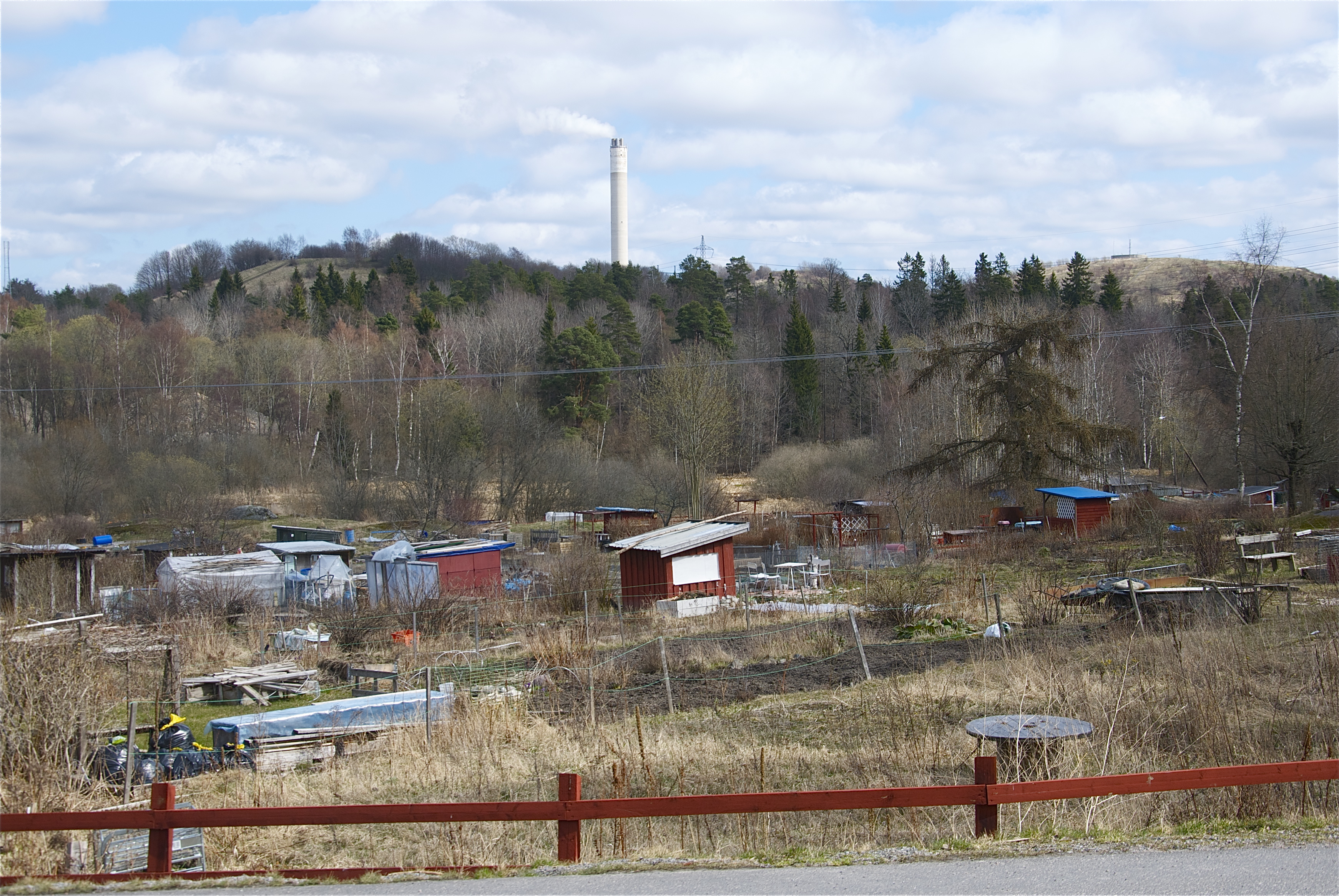
Snösätras koloniträdgårdar 2012. Tagen ungefär vid höga trädet mitt på bilden ovan från 1958, riktning snett nedåt höger.
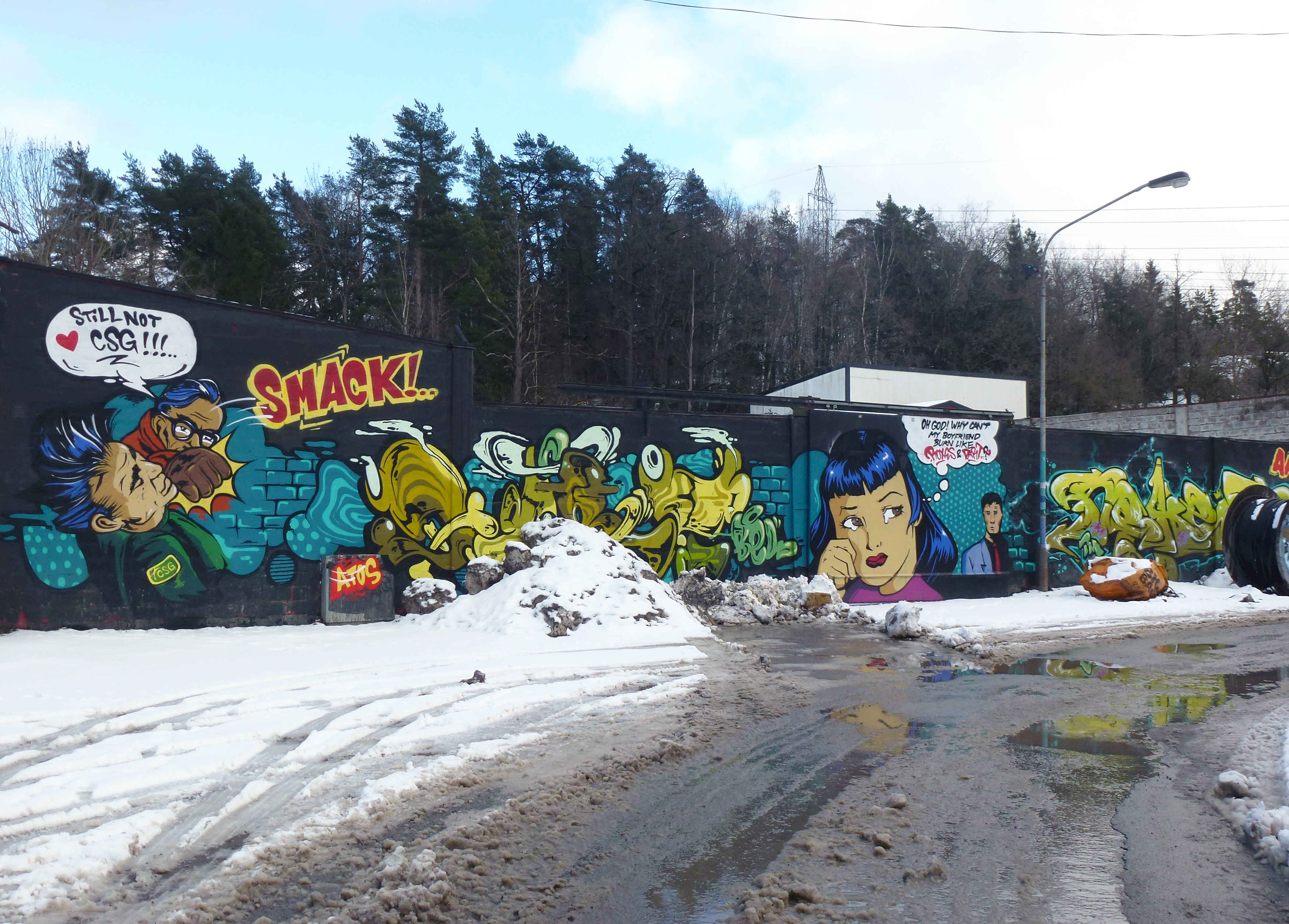
Snösätra upplagsområde 2015. Nuvarande Snösätragränd.